# Górno (gmina)
Górno (hist. gmina Krajno) – gmina wiejska w województwie świętokrzyskim, w powiecie kieleckim. W latach 1975–1998 gmina położona była w województwie kieleckim. Jedną z gmin aglomeracji kieleckiej.
Siedzibą gminy jest Górno (dawniej Wola Jachowa). 
Według danych z 30 czerwca 2004 gminę zamieszkiwały 12 793 osoby.

## Struktura powierzchni
Według danych z roku 2002 gmina Górno ma obszar 83,26 km², w tym:
- użytki rolne: 77%
- użytki leśne: 12%

Gmina stanowi 3,7% powierzchni powiatu.

## Demografia

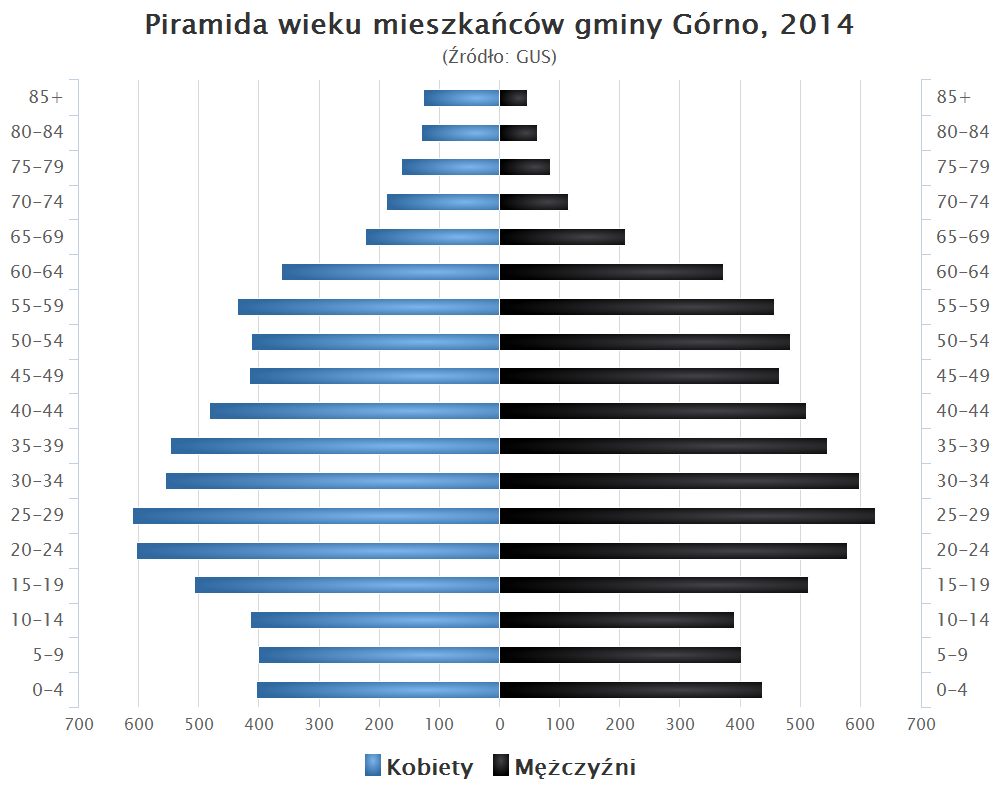
Piramida wieku mieszkańców gminy Górno w 2014 roku

Dane z 30 czerwca 2004:
| Opis                              | Ogółem | Ogółem | Kobiety | Kobiety | Mężczyźni | Mężczyźni |
| --------------------------------- | ------ | ------ | ------- | ------- | --------- | --------- |
| jednostka                         | osób   | %      | osób    | %       | osób      | %         |
| populacja                         | 12 793 | 100    | 6419    | 50,2    | 6374      | 49,8      |
| gęstość zaludnienia (mieszk./km²) | 153,7  | 153,7  | 77,1    | 77,1    | 76,6      | 76,6      |

## Oświata
Na terenie gminy znajduje się siedem szkół podstawowych:
- Szkoła Podstawowa im. Janusza Korczaka w Górnie
- Szkoła Podstawowa im. Piotra Ściegiennego w Bęczkowie
- Szkoła Podstawowa im. ks. Jerzego Popiełuszki w Krajnie
- Szkoła Podstawowa im. Noblistów Polskich w Leszczynach
- Szkoła Podstawowa im. Karola Wojtyły w Radlinie
- Szkoła Podstawowa im. Jana Pawła II w Skorzeszycach
- Szkoła Podstawowa im. gen. Władysława Sikorskiego w Woli Jachowej

## Sąsiednie gminy
Bieliny, Bodzentyn, Daleszyce, Kielce, Masłów

## Sołectwa
Bęczków, Cedzyna, Górno, Górno-Parcele, Krajno Drugie, Krajno Pierwsze, Krajno-Parcele, Krajno-Zagórze, Leszczyny, Podmąchocice, Radlin, Skorzeszyce, Wola Jachowa.

## Wójtowie gminy Górno
- Krystyna Mochocka (1990-1994)
- Mieczysław Pindral (1994-2000)
- Jarosław Królicki (2000-2010)
- Przemysław Łysak (2010-nadal)